# 北キョウ鎮
北滘鎮（ほっきょうちん）は、仏山市順徳区の鎮。現行行政地名は北滘鎮北滘社区、北滘鎮槎涌社区などの社区10個、村10個がある。面積は92 km²。2022年末までの戸籍人口は16.6万、居住人口は37.7万。

## 地理
仏山市順徳区の北東部に位置している。

## 行政区画
10社区、10村を管轄する。
| 番号 | 区域名     | 番号 | 区域名 |
| ---- | ---------- | ---- | ------ |
| 01   | 北滘社区   | 11   | 黄竜村 |
| 02   | 碧江社区   | 12   | 莘村   |
| 03   | 林頭社区   | 13   | 水口村 |
| 04   | 広教社区   | 14   | 馬竜村 |
| 05   | 三洪奇社区 | 15   | 上僚村 |
| 06   | 槎涌社区   | 16   | 西滘村 |
| 07   | 碧桂園社区 | 17   | 高村   |
| 08   | 順江社区   | 18   | 桃村   |
| 09   | 君蘭社区   | 19   | 西海村 |
| 10   | 設計城社区 | 20   | 三桂村 |

## 観光地
- 嶺南和園：
- 和美術館：安藤忠雄の作品。
- 碧江金楼：

## 施設

### 交通
- 鉄道駅：碧江駅、北滘駅、北滘西駅

- 地下鉄の駅：広州地下鉄7号線：美的駅、北滘公園駅、美的大道駅

　　　　　　　仏山地下鉄3号線：潭洲会展駅、北滘西駅、高村駅、北滘公園駅、広教駅

### 教育
- 順徳北滘中学：
- 碧江中学：
- 華南師範大学付属北滘学校：
- 君蘭中学：